# Stazione di Comignago
La stazione di Comignago è una stazione ferroviaria della linea Santhià-Arona, al servizio dell'omonimo comune, priva di traffico dal 2012.

## Storia
La stazione entrò in funzione il 4 gennaio 1906, con l'apertura del secondo tratto fra Borgomanero e Arona della linea Santhià-Arona. In origine era dotata di tre binari.
Il movimento era svolto in regime di giunto telefonico mediante il quale il Dirigente Unico coordinava il personale addetto al movimento della stazione nell'effettuazione di incroci e precedenze.
Nel 1987, con l'introduzione sulla linea ferroviaria del sistema di Controllo centralizzato del traffico, la stazione venne dotata di apparato ACEI, che sostituì i precedenti impianti per la manovra degli enti del piazzale comandati manualmente dal personale. Tale sistema ha permesso il controllo a distanza, mediante Dirigente Centrale Operativo.
La gestione degli impianti, in origine affidata alle Ferrovie dello Stato, nel 2000 passò alla neocostituita Rete Ferroviaria Italiana.
La stazione risulta senza traffico dal 17 giugno 2012, per effetto della sospensione del servizio sulla linea.

## Strutture e impianti

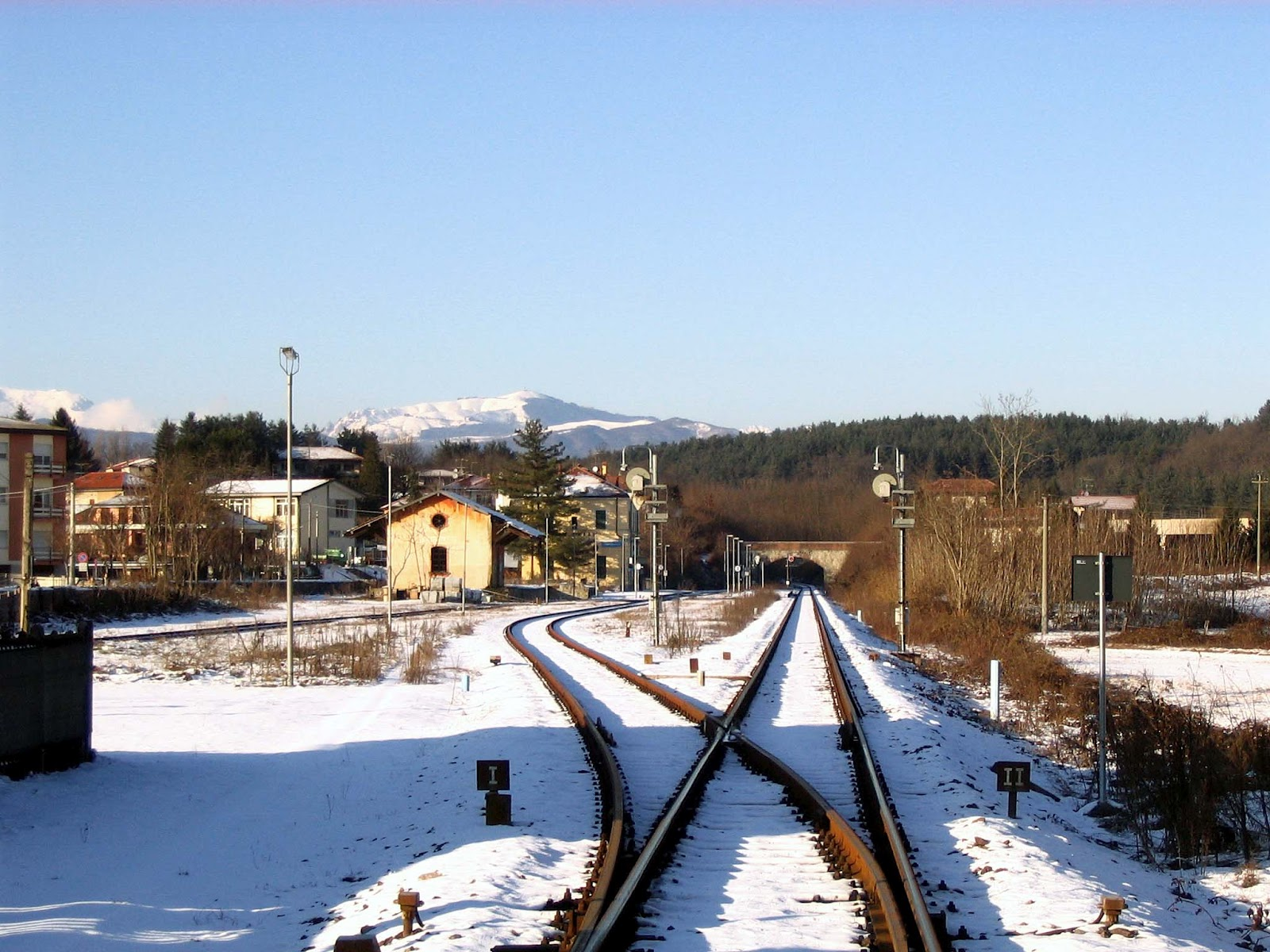
Stazione lato binari

La stazione è dotata di due binari passanti, di cui il secondo di corretto tracciato e il primo per gli incroci e precedenze con i deviatoi percorribili a 30 km/h. L'impianto era telecomandato a distanza con il sistema CTC, mediante il Dirigente Centrale Operativo con sede a Torino Lingotto.
In direzione Santhià è posto il binario di scalo per i treni merci inutilizzato, dotato di un magazzino merci in stato di abbandono.
Il fabbricato viaggiatori, a due piani, fu chiuso all'utenza in occasione dell'automatizzazione degli impianti.

## Movimento
La stazione era in ultimo servita da treni regionali di Trenitalia fino al 17 giugno 2012, giorno in cui l'esercizio ferroviario è sospeso per decisione della Regione Piemonte e sostituito da autocorse.